# أحمد محمد عبد الله صوفان
أحمد محمد عبد الله صوفان برلماني يمني، عضو في مجلس النواب، وعضو لجنة التنمية والنفط والثروات المعدنية بالمجلس عن الدورة البرلمانية 2003-2009 والكتلة البرلمانية لنواب حزب المؤتمر الشعبي العام عن الدائرة الانتخابية رقم (245) محافظة حجة.
من مواليد عام 1959م في مديرية كحلان عفار بمحافظة حجه. حاصل على ليسانس شريعة وقانون وماجستير اقتصاد.

## فترة المجلس
باتفاق عرف بأسم «إتفاق فبراير» مُددت فترة المجلس لمدة عامين، وبقيام ثورة الشباب اليمنية لم تُجرَ الانتخابات، وبحسب إتفاق المبادرة الخليجية مُددت لمدة عامين آخرين حتى 2013. ولكن نظراً للأزمة السياسية المستمرة منذ ذلك العام واندلاع الحرب القائمة منذ 2015 لم يتسنى انتخاب مجلس نواب جديد، ولا تزال الشرعية متجسدة في المجلس المنتخب عام 2003 حتى اليوم.